# Number 1's (album của Mariah Carey)
#1's là album tổng hợp đầu tiên của nghệ sĩ thu âm người Mỹ Mariah Carey, phát hành ngày 17 tháng 11 năm 1998 bởi Columbia Records. Nó là tập hợp mười ba đĩa đơn quán quân lúc bấy giờ của Carey trên bảng xếp hạng Billboard Hot 100, cũng như bốn bài hát mới. Tại Nhật Bản, nó còn bao gồm bài hát nổi tiếng của cô "All I Want for Christmas Is You", đồng thời là đĩa đơn bán chạy nhất trong sự nghiệp của Carey. Mặc dù luôn được xem là một album tuyển tập, Carey lại không hoàn toàn ưng ý với danh sách bài hát của album, và nữ ca sĩ chỉ coi nó là một bộ sưu tập những đĩa đơn thương mại thành công của cô. Ngoài ra, Carey cảm thấy rằng nếu #1's là một album tuyển tập theo kiểu truyền thống, nó sẽ bao gồm những bài khác không đạt vị trí số một nhưng có ý nghĩa quan trọng trong sự nghiệp của cô. Cô cũng thường xuyên bày tỏ sự thất vọng với những lựa chọn cho album, sau khi nó bỏ qua những "bài hát yêu thích" của riêng cô.
Sau khi phát hành, #1's nhận được những phản ứng trái chiều từ các nhà phê bình âm nhạc, trong đó họ không đánh giá cao những bài hát mới và quyết định chỉ bao gồm những bản hit quán quân của Carey ở Hoa Kỳ. Tuy nhiên, nó đã gặt hái những thành công vượt trội về mặt thương mại. Nó ra mắt và đạt vị trí thứ tư trên bảng xếp hạng Billboard 200, mặc dù được phát hành trong ngày "Siêu thứ năm" với nhiều nghệ sĩ nổi tiếng đương thời như Garth Brooks, Jewel, Method Man, Ice Cube và Whitney Houston. Ngoài ra, album còn đứng đầu bảng xếp hạng ở Nhật Bản, và lọt vào top 10 ở hầu hết những quốc gia khác. #1's được chứng nhận năm đĩa Bạch kim từ Hiệp hội Công nghiệp ghi âm Mỹ (RIAA), công nhận năm triệu bản tiêu thụ tại đây. Bên ngoài thị trường Hoa Kỳ, nó đã bán được 3.25 triệu bản trong ba tháng đầu phát hành ở Nhật Bản, và là album bán chạy nhất mọi thời đại ở quốc qua này bởi một nghệ sĩ không thuộc châu Á. Tính đến nay, #1's đã bán được hơn 15 triệu bản trên toàn cầu, vượt xa những dự đoán ban đầu từ hãng đĩa.
Ba đĩa đơn đã được phát hành từ album. Đĩa đơn đầu tiên, "Sweetheart" hợp tác với Jermaine Dupri, chỉ đạt được những thành công ít ỏi trên toàn cầu, lọt vào top 20 ở Đức và Thụy Sĩ. Đĩa đơn tiếp theo, "When You Believe", một bản song ca với Whitney Houston, đã gặt hái những thành công vượt trội về mặt thương mại. Mặc dù chỉ lọt vào top 20 ở Hoa Kỳ, bài hát rất thành công ở thị trường châu Âu, lọt vào top 2 ở Na Uy, Tây Ban Nha, Thụy Điển, Thụy Sĩ và top 5 ở Bỉ, Pháp, Hà Lan và Vương quốc Anh. Bài hát cũng xuất hiện trong nhạc phim Hoàng tử Ai Cập, và chiến thắng một giải Oscar cho Bài hát gốc xuất sắc nhất. Đĩa đơn cuối cùng, "I Still Believe", vươn đến top 5 ở Hoa Kỳ, và lọt vào top 10 ở Canada và Tây Ban Nha. Năm 2015, Carey phát hành #1 to Infinity, một phiên bản cập nhật của #1's với tất cả mười tám đĩa đơn quán quân, bên cạnh một chương trình biểu diễn cư trú cùng tên tại Las Vegas, #1 to Infinity.

## Danh sách bài hát
| Phiên bản ở Hoa Kỳ | Phiên bản ở Hoa Kỳ                                                                           | Phiên bản ở Hoa Kỳ                                             | Phiên bản ở Hoa Kỳ | Phiên bản ở Hoa Kỳ           | Phiên bản ở Hoa Kỳ |
| STT                | Nhan đề                                                                                      | Phổ lời                                                        | Phổ nhạc | Sản xuất                     | Thời lượng         |
| ------------------ | -------------------------------------------------------------------------------------------- | -------------------------------------------------------------- | --- | ---------------------------- | ------------------ |
| 1.                 | "Sweetheart" (hợp tác với JD) (chưa từng phát hành trước đó)                                 | Rainy Davis Peter Warner                                       | Davis Warner | Jermaine Dupri Mariah Carey  | 4:25               |
| 2.                 | "When You Believe" (với Whitney Houston) (từ Hoàng tử Ai Cập) (chưa từng phát hành trước đó) | Stephen Schwartz Babyface                                      | Schwartz | Babyface                     | 4:36               |
| 3.                 | "Whenever You Call" (với Brian McKnight) (chưa từng phát hành trước đó)                      | Carey                                                          | Carey Walter Afanasieff | Carey Afanasieff             | 4:23               |
| 4.                 | "My All" (từ Butterfly, 1997)                                                                | Carey                                                          | Carey Afanasieff | Carey Afanasieff             | 3:52               |
| 5.                 | "Honey" (từ Butterfly)                                                                       | Carey                                                          | Carey Sean "Puffy" Combs Kamaal Fareed Steven "Stevie J." Jordan Stephen Hague Bobby Robinson Ronald Larkins Larry Price Malcolm McLaren | Combs The Ummah Jordan Carey | 5:00               |
| 6.                 | "Always Be My Baby" (từ Daydream, 1995)                                                      | Carey                                                          | Dupri Carey Manuel Seal | Carey Dupri Seal (co.)       | 4:20               |
| 7.                 | "One Sweet Day" (với Boyz II Men (từ Daydream)                                               | Carey Michael McCary Nathan Morris Wanya Morris Shawn Stockman | Carey Afanasieff | Afanasieff Carey             | 4:42               |
| 8.                 | "Fantasy" (hợp tác với O.D.B. (từ Daydream)                                                  | Carey Chris Frantz Tina Weymouth                               | Carey Dave "Jam" Hall Frantz Weymouth Adrian Belew Steven Stanley                                                                        | Carey Hall Combs (phối lại)  | 4:54               |
| 9.                 | "Hero" (từ Music Box, 1993)                                                                  | Carey                                                          | Carey Afanasieff | Afanasieff Carey             | 4:20               |
| 10.                | "Dreamlover" (từ Music Box)                                                                  | Carey                                                          | Carey Hall | Carey Afanasieff Hall (co.)  | 3:54               |
| 11.                | "I'll Be There" (hợp tác với Trey Lorenz (từ MTV Unplugged, 1992)                            | Hal Davis Berry Gordy Willie Hutch Bob West                    | Davis Gordy Hutch West | Afanasieff Carey             | 4:25               |
| 12.                | "Emotions" (từ Emotions, 1991)                                                               | Carey                                                          | Carey David Cole Robert Clivillés | Cole Clivillés Carey         | 4:10               |
| 13.                | "I Don't Wanna Cry" (từ Mariah Carey, 1990)                                                  | Carey Narada Michael Walden                                    | Carey Walden | Walden                       | 4:49               |
| 14.                | "Someday" (từ Mariah Carey)                                                                  | Carey Ben Margulies                                            | Carey Margulies | Ric Wake                     | 4:08               |
| 15.                | "Love Takes Time" (từ Mariah Carey)                                                          | Carey Margulies                                                | Carey Margulies | Afanasieff                   | 3:49               |
| 16.                | "Vision of Love" (từ Mariah Carey)                                                           | Carey Margulies                                                | Carey Margulies | Rhett Lawrence Walden (add.) | 3:31               |
| 17.                | "I Still Believe" (chưa từng phát hành trước đó)                                             | Antonina Armato Giuseppe Cantarelli                            | Armato Cantarelli | Jordan Mike Mason Carey      | 3:56               |

| Phiên bản quốc tế | Phiên bản quốc tế                                            | Phiên bản quốc tế                                                                            | Phiên bản quốc tế |
| STT               | Nhan đề                                                      | Phổ nhạc                                                                                     | Thời lượng        |
| ----------------- | ------------------------------------------------------------ | -------------------------------------------------------------------------------------------- | ----------------- |
| 1.                | "Sweetheart" (với Jermaine Dupri)                            | R. Davis, P. Warner                                                                          | 4:25              |
| 2.                | "When You Believe"                                           | M. Carey, S. Schwartz, Babyface                                                              | 4:36              |
| 3.                | "Whenever You Call" (với Brian McKnight)                     | M. Carey, W. Afanasieff                                                                      | 4:23              |
| 4.                | "My All"                                                     | M. Carey, W. Afanasieff                                                                      | 3:53              |
| 5.                | "Honey"                                                      | M. Carey, S. Combs, Q-Tip, Stevie J, S. Hague, B. Robinson, R. Larkins, L. Price, M. McLaren | 5:00              |
| 6.                | "Always Be My Baby"                                          | M. Carey, J. Dupri, M. Seal                                                                  | 4:20              |
| 7.                | "One Sweet Day" (với Boyz II Men)                            | M. Carey, W. Afanasieff, M. McCary, N. Morris, W. Morris, S. Stockman                        | 4:42              |
| 8.                | "Fantasy" (Bad Boy Remix hợp tác với Ol' Dirty Bastard)      | M. Carey, C. Frantz, T. Weymouth, D. Hall, A. Belew, S. Stanley                              | 4:54              |
| 9.                | "Hero"                                                       | M. Carey, W. Afanasieff                                                                      | 4:20              |
| 10.               | "Dreamlover"                                                 | M. Carey, D. Hall, W. Afanasieff                                                             | 3:54              |
| 11.               | "I'll Be There" (hợp tác với Trey Lorenz)                    | B. Gordy, B. West, H. Davis, W. Hutch                                                        | 4:25              |
| 12.               | "Emotions"                                                   | M. Carey, D. Cole, R. Clivillés                                                              | 4:10              |
| 13.               | "Someday"                                                    | M. Carey, B. Margulies                                                                       | 4:07              |
| 14.               | "Love Takes Time"                                            | M. Carey, B. Margulies                                                                       | 3:49              |
| 15.               | "Vision of Love"                                             | M. Carey, B. Margulies                                                                       | 3:31              |
| 16.               | "I Still Believe"                                            | Antonia Armato, Giuseppe Cantarelli                                                          | 3:56              |
| 17.               | "Without You"                                                | Peter Ham, Tom Evans                                                                         | 3:35              |
| 18.               | "(từ Mahogany) Do You Know Where You're Going To"            | Michael Masser, Gerald Goffin                                                                | 3:47              |
| 19.               | "All I Want for Christmas Is You" (chỉ xuất hiện ở Nhật Bản) | M. Carey, W. Afanasieff                                                                      | 4:01              |

## Xếp hạng
| Bảng xếp hạng (1998–99)                  | Vị trí cao nhất |
| ---------------------------------------- | --------------- |
| Album Úc (ARIA)                          | 6               |
| Album Áo (Ö3 Austria)                    | 6               |
| Album Bỉ (Ultratop Vlaanderen)           | 11              |
| Album Bỉ (Ultratop Wallonie)             | 6               |
| Album Canada (Billboard)                 | 6               |
| Đan Mạch (Hitlisten)                     | 6               |
| Album Hà Lan (Album Top 100)             | 15              |
| Châu Âu (European Top 100 Albums)        | 5               |
| Album Phần Lan (Suomen virallinen lista) | 9               |
| Pháp Album Tổng hợp (SNEP)               | 2               |
| Đức (Offizielle Top 100)                 | 10              |
| Album Hungaria (MAHASZ)                  | 15              |
| Ireland (IRMA)                           | 10              |
| Ý (FIMI)                                 | 6               |
| Nhật Bản (Oricon)                        | 1               |
| Malaysia (RIM)                           | 1               |
| Album New Zealand (RMNZ)                 | 13              |
| Album Na Uy (VG-lista)                   | 6               |
| Bồ Đào Nha (AFP)                         | 10              |
| Album Scotland (OCC)                     | 26              |
| Tây Ban Nha (PROMUSICAE)                 | 5               |
| Album Thụy Điển (Sverigetopplistan)      | 8               |
| Album Thụy Sĩ (Schweizer Hitparade)      | 3               |
| Album Anh Quốc (OCC)                     | 10              |
| Album Anh Quốc R&B (OCC)                 | 1               |
| Album Hoa Kỳ Billboard 200               | 4               |
| Album Hoa Kỳ Top R&B/Hip-Hop (Billboard) | 6               |

| Bảng xếp hạng (1998)                      | Vị trí |
| ----------------------------------------- | ------ |
| Australian Albums (ARIA)                  | 43     |
| Belgian Albums (Ultratop Flanders)        | 62     |
| Belgian Albums (Ultratop Wallonia)        | 55     |
| Japanese Albums (Oricon)                  | 24     |
| Norwegian Autumn Period Albums (VG-lista) | 18     |
| Swedish Albums (Sverigetopplistan)        | 63     |
| UK Albums (OCC)                           | 30     |
| Bảng xếp hạng (1999)                      | Vị trí |
| Austrian Albums (Ö3 Austria)              | 43     |
| Belgian Albums (Ultratop Flanders)        | 64     |
| Belgian Albums (Ultratop Wallonia)        | 25     |
| Canadian Albums (RPM)                     | 67     |
| Danish Albums (Hitlisten)                 | 90     |
| Europe (European Top 100 Albums)          | 32     |
| Dutch Albums (MegaCharts)                 | 62     |
| French Compilations (SNEP)                | 6      |
| German Albums (Offizielle Top 100)        | 35     |
| Italian Albums (FIMI)                     | 38     |
| Japanese Albums (Oricon)                  | 11     |
| Swedish Albums (Sverigetopplistan)        | 100    |
| Swiss Albums (Schweizer Hitparade)        | 29     |
| UK Albums (OCC)                           | 95     |
| US Billboard 200                          | 19     |
| US Top R&B/Hip-Hop Albums (Billboard)     | 24     |

## Chứng nhận
| Quốc gia                                                                           | Chứng nhận  | Số đơn vị/doanh số chứng nhận |
| ---------------------------------------------------------------------------------- | ----------- | ----------------------------- |
| Úc (ARIA)                                                                          | Bạch kim    | 70.000^                       |
| Bỉ (BEA)                                                                           | Bạch kim    | 50.000*                       |
| Brasil (Pro-Música Brasil)                                                         | Vàng        | 100.000*                      |
| Canada (Music Canada)                                                              | 3× Bạch kim | 300.000^                      |
| Pháp (SNEP)                                                                        | 2× Bạch kim | 732,400                       |
| Đức (BVMI)                                                                         | Vàng        | 250.000^                      |
| Nhật Bản (RIAJ)                                                                    | 3× Triệu    | 3,250,000                     |
| Hà Lan (NVPI)                                                                      | Bạch kim    | 100.000^                      |
| New Zealand (RMNZ)                                                                 | 2× Bạch kim | 30.000^                       |
| Na Uy (IFPI)                                                                       | Vàng        | 25.000*                       |
| Tây Ban Nha (PROMUSICAE)                                                           | Bạch kim    | 100.000^                      |
| Thụy Điển (GLF)                                                                    | Bạch kim    | 80.000^                       |
| Thụy Sĩ (IFPI)                                                                     | Bạch kim    | 50.000^                       |
| Anh Quốc (BPI)                                                                     | 2× Bạch kim | 600.000^                      |
| Hoa Kỳ (RIAA)                                                                      | 5× Bạch kim | 3,798,000                     |
| Tổng hợp                                                                           |             |                               |
| Châu Âu (IFPI)                                                                     | 2× Bạch kim | 2.000.000*                    |
| Toàn cầu                                                                           |             | 15,000,000                    |
| * Chứng nhận dựa theo doanh số tiêu thụ. ^ Chứng nhận dựa theo doanh số nhập hàng. |             |                               |